# Contea di Heshui
La contea di Heshui (合水县S, Héshuǐ XiànP) è una contea della Cina, situata nella provincia del Gansu.